# Кондороби
 Тази статия е за селото в Костурско.  За селото в Леринско вижте Кладороби.  
Кондòроби понякога Кондòраби или Кондòрби, рядко Кондòрово (на гръцки: Μεταμόρφωση, Метаморфоси, катаревуса: Μεταμόρφωσις, Метаморфосис, до 1950 година Κονδορόπη, Кондоропи) е село в Егейска Македония, Гърция, в дем Костур, област Западна Македония.

## География
Селото е разположено в Костурската котловина, на Кондоробската река, на 10 km североизточно от демовия център Костур и на 2 km северно от Костурското езеро. На 4 km на север е село Тихолища (Тихио), на 3 km на запад – Сетома (Кефалари), а на 4 km на юг – Фотинища (Фотини).
На юг от селото в посока към Костурското езеро са развалините на средновековната църква „Свето Преображение Господне“.

## История

### В Османската империя
В XV век в Кладорум, Костурско са отбелязани поименно 59 глави на домакинства. В „Етнография на вилаетите Адрианопол, Монастир и Салоника“, издадена в Константинопол в 1878 година и отразяваща статистиката на населението от 1873, Кондорово (Kondorovo) е посочено като село в Костурска каза с 58 домакинства и 210 жители българи.
Според статистиката на Васил Кънчов („Македония. Етнография и статистика“) в 1900 година Кондороби има 190 жители българи християни.
На Етнографската карта на Битолския вилает на Картографския институт в София от 1901 година Кондораби е смесено българо-влашко-турско село в Костурската каза на Корчанския санджак с 39 къщи.
с. Кондороби биде изгорено новече за отмъщение. Четитѣ по напрѣдъ бѣха изгорили къщата на Джаферъ ага. Тоя послѣдниятъ търсѣше удобенъ моментъ и на 15 авг. нападна селото съ войски и изгори само нѣколко кѫщи. Населението се разбѣга къмъ с. Тиовлища. Въ два три дни башибозукътъ ограби и изгори всички 23 кѫщи. Сега жителитѣ отъ това село се пръснаха да живѣятъ по околнитѣ здрави села.
Според сведение на ръководителите на Илинденско-Преображенското въстание в Костурско Васил Чекаларов, Лазар Поптрайков, Пандо Кляшев, Манол Розов и Михаил Розов, изпратено до всички чуждестранни консулства в Битоля на 30 август 1903 в Кондороби са изгорени 30 къщи, но няма точни данни за убитите. Според друг източник са изгорени всичките 23 къщи, а цялото население се спасява с бягство в Тиолища.
През ноември 1903 година българският владика Григорий Пелагонийски, придружаван от Наум Темчев, Търпо Поповски и председателя на Костурската българска община Григорий Бейдов, пристигат във Вишени и раздават помощи на пострадалото при потушаването на Илинденското въстание население от Вишени, Българска Блаца и Кондороби. Темчев пише: „Кондороби е малко селце, състоеще се само отъ 23 сѣмейства“.
В началото на XX век цялото население на Кондороби е под върховенството на Цариградската патриаршия, но след Илинденското въстание в началото на 1904 година минава под върховенството на Българската екзархия. Същата година турските власти не допускат учителя Д. Петров от Шестеово да отвори българско училище в селото. По данни на секретаря на Екзархията Димитър Мишев („La Macédoine et sa Population Chrétienne“) в 1905 година в Кондораби има 288 българи екзархисти. Според Христо Силянов в 1906 година селото пострадва от гръцки андартски нападения.
Според Георги Константинов Бистрицки Кондороби преди Балканската война има 60 български къщи.
При избухването на Балканската война в 1912 година трима души от Кондороби са доброволци в Македоно-одринското опълчение.
На етническата карта на Костурското братство в София от 1940 година, към 1912 година Кондороби е обозначено като българско селище.

### В Гърция
През войната селото е окупирано от гръцки части и остава в Гърция след Междусъюзническата война. След 1919 година 1 човек от Кондороби подава официално документи за емиграция в България. В селото има 1 политическо убийство. В 1928 година има само трима гърци бежанци, всички останали жители са местни. Боривое Милоевич пише в 1921 година („Южна Македония“), че Кондороби има 75 къщи славяни християни. В 1932 година са регистрирани 40 българофонски семейства, 20 от които с „изявено славянско съзнание“.
Селото традиционно произвежда грозде, картофи и овощия.
След разгрома на Гърция от Нацистка Германия през април 1941 година в Кондороби е установена българска общинска власт. В общинския съвет влизат Атанас Стергиев, Васил Алеков, Кузман Шеваров, Сидо Ангелаков, Панайот Гърчаров, Янко Гранчаров, Дамян Янков, Христо Стефиев, Сотир Ангелков, Борис Христов. В 1945 в селото има 300 българофони.
По време на Гръцката гражданска война селото понася загуби – 49 деца от селото са изведени от комунистическите части извън страната като деца бежанци, а голяма част от населението напуска селото.
През 1950 година селото е прекръстено на Метаморфосис, в превод Преображение, по името на средновековната църква.
| Име         | Име          | Ново име  | Ново име   | Описание                                                               |
| ----------- | ------------ | --------- | ---------- | ---------------------------------------------------------------------- |
| Мера        | Μερὰς        | Воскотопи | Βοσκοτόπι  | местност ЮЗ от Кондороби, по левия бряг на Хухерища (Тихолищката река) |
| Бигларица   | Μπιγλάριτσα  | Скопия    | Σκοπιά     |                                                                        |
| Рари        | Ράρι         | Химадио   | Χειμαδιό   |                                                                        |
| Габеро      | Γκάμπερο     | Гаврос    | Γάβρος     | връх във Вич (1043 m) ЮИ от Кондороби                                  |
| Майняка     | Μαϊνιάκα     | Мавровуни | Μαυροβοῦνι | връх                                                                   |
| Орлов камен | ῎Ορλωφ Κάμεν | Аетопетра | Αετόπετρα  | връх във Вич (1087 m) СИ от Кондороби                                  |

| Година    | 1913 | 1920 | 1928 | 1940 | 1951 | 1961 | 1971 | 1981 | 1991 | 2001 | 2011 | 2021 |
| --------- | ---- | ---- | ---- | ---- | ---- | ---- | ---- | ---- | ---- | ---- | ---- | ---- |
| Население | 212  | 182  | 235  | 326  | 189  | 220  | 175  | 156  | 211  | 173  | 139  | 122  |

## Редовни събития
Традиционен празник на селото е Сотировден. В миналото в местността Лековитата вода се е провеждал панаир.

## Личности
Родени в Кондороби
- Константин Сялдаров (Κωνσταντίνος Σιαλδάρης), гръцки андартски деец, агент от ІІ ред[28]
- Кямо (Гямо) Трян, българин, православен, арестуван преди април 1904 година, обвинен като „разбунтуване, присъединявайки се към българската бунтовническа организация“, осъден от Извънредния съд на 5 години каторга, лежал в Битолския затвор, амнистиран с общата амнистия от 12 април 1904 година[29]
- Лазар Младенов, български революционер, деец на „Охрана“
- Никола Д. Ангелов, македоно-одрински опълченец, 22-годишен, 1 рота на 6 охридска дружина[30]
- Никола Георгиев, български революционер, деец на „Охрана“
- Славчо П. Кърцанов (1894 – ?), македоно-одрински опълченец, 1 рота на 6 охридска дружина, носител на орден „За храброст“ IV степен[31]
- Сотир Христов (Христев, 1878 или 1882 – ?), български революционер от ВМОРО, четник на Кузо Попдинов, земеделец с основно образование, македоно-одрински опълченец, служил във 2-ра рота на 10-та прилепска дружина и в Сборната партизанска рота на МОО, в гръцки плен до 9 март 1914 година[32]

Български общински съвет в Кондороби в 1941 година
- Атанас Стергиев
- Васил Алексов
- Кузман Шеваров
- Сидо Ангелаков
- Панайот Грънчаров
- Янко Гранчаров
- Дамян Янков
- Христо Стефиев
- Сотир Ангелаков
- Борис Христов[25]